# Yttermera
Yttermera var en svensk webbplats som startades oktober 1999 och med inriktning på humor, satir och parodi. Sidan stängdes 10 juli 2012. Sidans målgrupp låg i huvudsak mellan 25 och 30 år, och chefredaktör, tillika ansvarig utgivare, heter Peter Eriksson, som också designat sidan. När Yttermera var som störst hade webbplatsen 250 000 besökare i månaden.
Yttermera tog emot material från den som ville bidra, det var fritt för alla att skicka in texter och andra alster till sidan. Ungefär hälften av det inkomna materialet publicerades, men något arvode betalades inte ut. Bidragsförfattarnas namn stod sedan i samband med texten, om de inte önskade vara anonyma.
Ungefär hälften av Yttermeras texter bestod av på detta sätt egenproducerat svenskt material, och hälften av översatt material från utländska satir- och humorsajter och nyhetsgrupper, som till exempel BBSpot, SatireWire, och The Rockall Times. Det översatta materialet bestod dels av upphovsrättsskyddat material publicerat med tillstånd, dels av material där upphovsman var okänd eller som saknade upphovsrättsskydd. Annonsplatser på Yttermera fanns till försäljning.